# Bobbio Pellice
Bobbio Pellice (piemontesisch Beubi, okzitanisch Buebi) ist eine Gemeinde in der italienischen Metropolitanstadt Turin (TO), Region Piemont am Rande der Cottischen Alpen.

## Lage und Einwohner
Bobbio Pellice liegt etwa 70 km südwestlich von Turin am Oberlauf des Val Pellice, einem Paralleltal des oberen Po. Das Gemeindegebiet umfasst eine Fläche von 93 km² und hat 536 Einwohner (Stand 31. Dezember 2023). Sie ist die südlichste Gemeinde in der Metropolregion Turin. Zu ihrer gehören die Fraktionen (Frazioni) Chiot, Laus, Payant und Villanova.
Die Nachbargemeinden sind Villar Pellice (flussabwärts), Prali (nördl. Paralleltal), Crissolo (CN im Süden) sowie jenseits der französischen Grenze Abriès-Ristolas im Département Hautes-Alpes.

## Tourismus

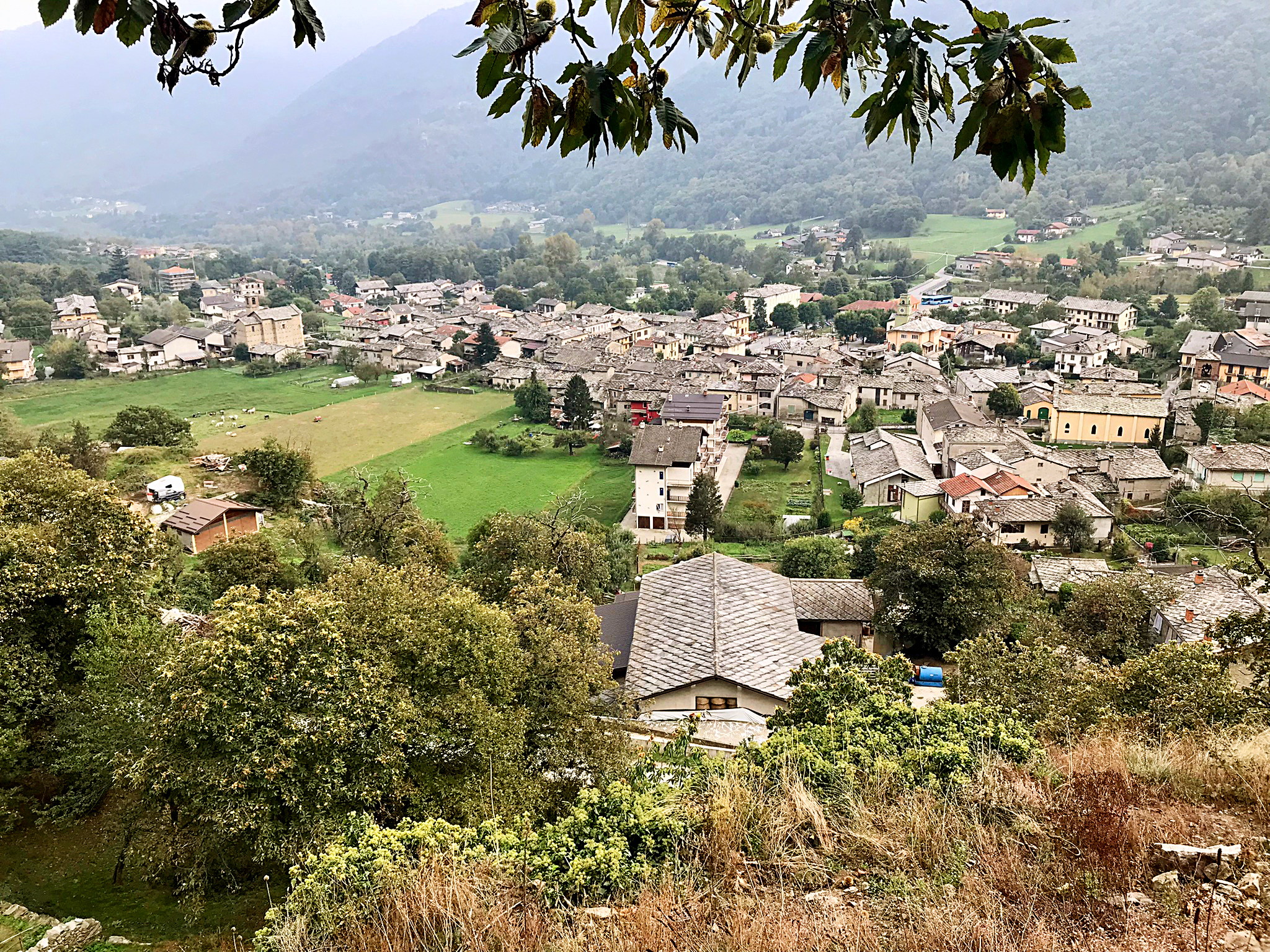
Bobbio Pellice, 2023

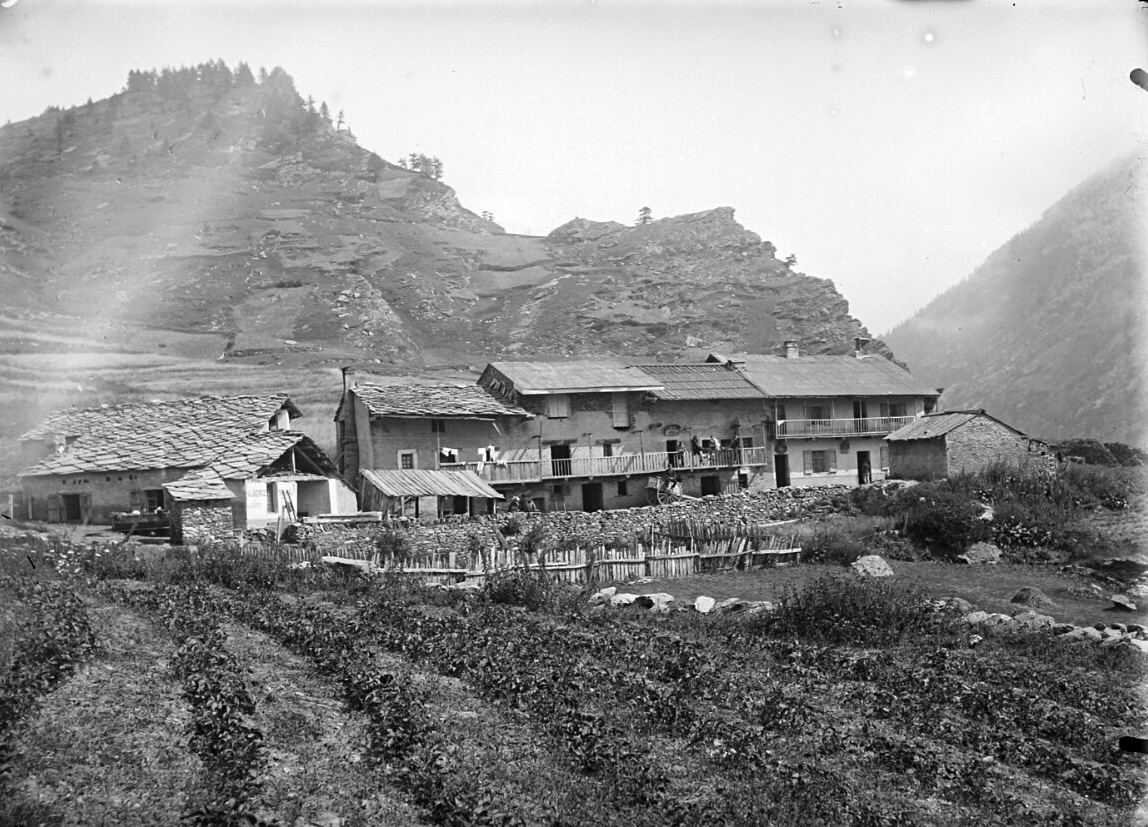
Fotografie, vor 1900

Im Gemeindegebiet gibt es mehrere alpine Schutzhütten, die meist zum Club Alpino Italiano gehören: Das Rifugio Willy Jervis (1732 m) auf der Conca del Prà am Talschluss des Val Pellice, das Rifugio Granero (2377 m) unterhalb des Monte Granero, das Rifugio Barbara Lowrie (1753 m) am Ende der Valle dei Carbonieri und das Rifugio Barant (2370 m) am Colle Barant.
Der Blaue Weg der Via Alpina, ein grenzüberschreitender Weitwanderweg führt mit zwei Etappen durch das Gemeindegebiet:
- D43: Über den Col d'Urine (2530 m, Grenzübergang Frankreich – Italien) zum Rifugio Willy Jervis.
- D44: Über Rifugio Granero und Colle Manzol (2663 m) zum Rifugio Barbara Lowrie.

## Persönlichkeiten
- Stefano a Silva (1798–1863), Priester, Schulmeister, Freimaurer und Pfarrer

## Gemeindepartnerschaft
- Guardia Piemontese, seit 1981
- Wächtersbach, seit 2000